# Sopronbánfalva
Het dorp Sopronbánfalva (Duits: Wandorf) ligt in West-Hongarije, in het comitaat Győr-Moson-Sopron, op 8 km oostelijk van Sopron.
Hier staat de eenschepige Maria-Magdalenakerk, in de 12e eeuw gebouwd in Romaanse stijl, maar later verbouwd. De gotische toren stamt uit de eerste helft van de 14e eeuw en het koor uit de 15e eeuw.
De 81 treden leiden naar de kerk op de heuvel. Het klooster dateert uit de 15e eeuw.

## Dwangarbeiderskamp
Van november 1944 tot april 1945 was er een dwangarbeiderskamp in Sopronbánfalva. De gevangenen moesten aan de Südostwall werken. Dat was een verdedigingslinie die nazi-Duitsland tijdens de laatste fase van de Tweede Wereldoorlog aanlegde om de opmars van het Rode Leger te stoppen. Op 2 december 1944 escorteerden SA-leden 1000 Joden uit Boedapest naar Sopronbánfalva. Ze waren tussen 27 en 29 november 1944 vastgenomen en in goederenwagons vervoerd.
De Joodse dwangarbeiders moesten bomen omhakken, boomstammen transporteren en planken maken. Ze werkten als arbeidseenheden tot vijftig man in de bossen van Sopronbánfalva. Later verrichtten ze ook graafwerkzaamheden. Ze verbleven in bouwvallige hutten en schuren. Er waren geen bedden. In het begin moesten ze op stro slapen, later op kreupelhout. De meeste dwangarbeiders hadden dekens, desondanks bevroren er altijd weer dwangarbeiders. Het eten was zeer karig: twee keer per dag soep en een beetje brood.  
Leopold Winterer uit Steinakirchen am Forst was Ortskommandant van het dwangarbeiderskamp in Sopronbánfalva. Tussen december 1944 en februari 1945 vermoordde hij ten minste drie Hongaars-Joodse gevangenen, op drie momenten. Hij beval hen voor hem uit te lopen en schoot twee Joden van achter in hun achterhoofd en de derde in zijn hart. Op 23 januari 1946 veroordeelde het Volksgericht in Wenen Winterer tot de doodstraf. Leopold Winterer werd op 10 mei 1946 opgehangen.
Ook bewakers van het dwangarbeiderskamp executeerden Joodse gevangenen, onder meer met revolvers, geweerkolven en knuppels. Tot deze bewakers behoorden SA-leden uit Sudetenland en Hongaarse leden van de Pijlkruisers.
De Hongaarse krant Szabad Szó berichtte op 2 augustus 1945 dat de politie van Sopron op een massagraf in Sopronbánfalva was gestuit. Daarin bevonden zich 350 door de nazi’s en de Pijlkruisers met afschuwelijke wreedheid geëxecuteerde slachtoffers. De doodsoorzaken waren hoofd- en mondschoten. In totaal stierven er in Sopronbánfalva 532 Joodse gevangenen. Onder hen waren de componist en dirigent Sándor Vándor en de graficus László Reiter. Er is noch in Sopron noch in Sopronbánfalva een gedenkteken voor de slachtoffers van het dwangarbeiderskamp